# ホリー・ランドール
ホリー・ランドール（Holly Randall、1978年9月5日 - ）は、アメリカ合衆国のエロティックカメラマン。同じくエロティックカメラマンの母、スーズ・ランドールと著作家の父、ハンフリー・ナイプの娘である。

## 来歴
ホリー・ランドールの名は、ハリウッド・プレスビタリアン・メディカルセンターで生まれた事にちなんで付けられた。ランドールは13年間馬術競技を続け、プリミナリーレベルの3日間総合馬術チャンピオンシップに勝った後に辞めている。
ホリーが20歳でサンタバーバラ (カリフォルニア州) にあるブルックス映像研究専門学校の学生であったとき、母親のスーズ・ランドールは彼女に家族経営のウェブサイト「Suze.net」を手伝うよう依頼した。ホリーは実家に戻り、スーズのモデルたち、特にアリア・ジョヴァンニ、アイミー・スウィート、アレクサス・ウィンストン、ケイシー・パーカー、サニー・レオーネらと友人になった。
ホリー・ランドールは、suze.netのレイアウトを始め、2005年からは彼女の写真はあらゆるアメリカの主要な男性誌の表紙を彩っている。ホリーは頻繁に彼女自身のウェブサイト「hollyrandall.com」に作品を掲載している。
ホリーは、2003年9月に世界文学専攻でUCLAを卒業した。
2004年、ホリーは『Addicted to Sex 』や『Undressed and Oversexed 』などのヒットしたビデオをスーズ・ランドールと共同監督した。ホリーは現在、スーズの映画全てをプロデュースしている。
ホリーとスーズは、ケーブルテレビWEチャンネルの番組「Secret Lives of Women: Sex for Sale 」で紹介された。2人はPLAYBOY TVの『Sexcetera』とKCBSチャンネルの『The Insider』にも出演した。
ホリー・ランドールは「Xbiz Magazine」に月一のコラムを連載している。
ホリー・ランドールはドイツの写真家、ベアトリーチェ・ノイマン (Beatrice Neumann) とアメリカの写真家、マーク・ドーン (Mark Daughn) のために、セミヌードのモデルを務めた。

## 引用
Q.：世界の大御所写真家の中で、特に影響を受けた人はいますか？
A.：ああ、確かに。一般で言えば…少し例を挙げれば、私はアニー・リーボヴィッツ、ハーブ・リッツ、エレン・フォン・アンワース、ヘルムート・ニュートン、パトリック・デマルシェリエが好きです。成人向の世界では本当に少ないです。エド・フォックス (Ed Fox)、アンネリ・アドルフソン (Anneli Adolfsson) の作品には本当に好きなものがあります。もちろん、私の愛するママ（スーズ）の作品もです。